# Маричев, Василий Павлович
Василий Павлович Маричев (1911—1941) — капитан Рабоче-крестьянской Красной Армии, участник советско-финской и Великой Отечественной войн, Герой Советского Союза (1940).

## Биография
После окончания четырёх классов школы в 1928 году работал сначала счетоводом в колхозе, позднее перешёл на работу на льнозавод. В 1934 году был призван на службу в Рабоче-крестьянскую Красную Армию. В 1937 году он окончил Ленинградское пехотное училище. Служил командиром полуроты, затем командиром взвода 208-го стрелкового полка 70-й стрелковой дивизии. Член ВКП(б) с 1939 года. Участвовал в боях советско-финляндской войны, будучи командиром батальона 329-го стрелкового полка той же дивизии в составе 7-й армии Северо-Западного фронта.
Батальон Маричева неоднократно отличался в ходе форсирования реки Сестра и штурма опорных пунктов финской обороны. 23 февраля 1940 года он успешно захватил часть острова Пийсари. 7 марта 1940 года финские войска предприняли контратаку, однако батальон успешно отбил её, нанеся противнику большие потери. В том бою Маричев получил ранение, но продолжал сражаться.
Указом Президиума Верховного Совета СССР от 21 марта 1940 года за «образцовое выполнение боевых заданий командования на фронте борьбы с финской белогвардейщиной и проявленные при этом отвагу и геройство» капитан Василий Маричев был удостоен высокого звания Героя Советского Союза с вручением ордена Ленина и медали «Золотая Звезда» за номером 404.
В 1940 году был произведён в капитаны и в июне 1941 года назначен начальником штаба 899-го стрелкового полка 248-й стрелковой дивизии. Участвовал в боях Великой Отечественной войны на Западном фронте. В октябре 1941 года пропал без вести в Вяземском котле.